# Maynard (Massachusetts)
Maynard ist eine Kleinstadt im Middlesex County des Bundesstaats Massachusetts in den Vereinigten Staaten. Das U.S. Census Bureau hat bei der Volkszählung 2020 eine Einwohnerzahl von 10.746 ermittelt. Die Siedlung ist Teil der Metropolregion Greater Boston und liegt am Assabet River.

## Geschichte
Das Gebiet, das heute als Maynard bekannt ist, war ursprünglich als Assabet Village bekannt und gehörte damals zu den Städten Stow und Sudbury. Die Stadt Maynard wurde 1871 als unabhängige Gemeinde gegründet. Im Jahr 1870 gab es einige Sondierungsgespräche zur Stadtgründung, gefolgt von einer Petition an den Commonwealth of Massachusetts, die am 26. Januar 1871 eingereicht wurde. Die staatliche Genehmigung wurde am 19. April 1871 erteilt. Im Gegenzug zahlte die neue Stadt Sudbury und Stow etwa 23.600 bzw. 8.000 Dollar. Sudbury erhielt mehr Geld, weil mehr Land aus Sudbury stammte, Sudbury Anteile an der Eisenbahn besaß und die Woll- und Papiermühle in Sudbury angesiedelt war. Die Stadt wurde nach Amory Maynard benannt, einem Textilhändler.

## Demografie
Laut einer Schätzung von 2019 leben in Maynard 11.336 Menschen. Die Bevölkerung teilt sich im selben Jahr auf in 92,4 % Weiße, 1,3 % Afroamerikaner, 1,7 % Asiaten und 1,7 % mit zwei oder mehr Ethnizitäten. Hispanics oder Latinos aller Ethnien machten 3,4 % der Bevölkerung aus. Das mittlere Haushaltseinkommen lag bei 105.254 US-Dollar und die Armutsquote bei 3,5 %.